# Maria Barbal i Farré
Maria Barbal i Farré (Tremp, 17 de setembre de 1949) és una destacada escriptora en llengua catalana amb èxit internacional. Conrea principalment la novel·la, però també la narrativa breu, el teatre, la literatura infantil i juvenil, la prosa de no-ficció, l'assaig i la col·laboració amb la premsa. Les seves obres més conegudes son Pedra de tartera (1985) i el Cicle de Pallars, Camins de quietud (2001), País íntim, En la pell de l'altre (2014) i Tàndem (2021).
D'acord amb la biografia de l'AELC, toca els temes de «la maduresa personal en el temps a través de l'experiència provocada pels canvis o migracions (camp-ciutat); la complexitat de les relacions humanes (de parella, pares-fills i d'amistat), i els matisos dels sentiments.»
Va rebre la Creu de Sant Jordi el 2001, el Premi d'Honor de les Lletres Catalanes el 2021 i l'any 2022 va ser elegida membre de la Reial Acadèmia de Bones Lletres.

## Començaments i estudis
La Maria Barbal va néixer a la petita ciutat de Tremp, al Pallars Jussà, i passà estius a pagès, a casa de la padrina (àvia) a la Vall d'Àssua, al Pirineu del Pallars Sobirà. Estudià dels tres als catorze anys al Colegio de María Inmaculada, de monges claretianes, a la seva ciutat natal.
Es traslladà a Barcelona el 1964, quan tenia 14 anys, per acabar el batxillerat, un canvi que va viure com una mena de «migració cultural». Allí també faria la carrera universitària i s'acabaria assentant. Estudià filologia romànica hispànica a la Universitat de Barcelona, des d'on es llicencià el 1971 i exercí la docència a l'ensenyament secundari.
Va estudiar exclusivament en castellà, per falta d'alternativa degut als temps que corrien, però després de la universitat va aprendre a escriure el català de manera autodidacta. Més tard, durant el postfranquisme, faria de professora de català a l'entitat Òmnium Cultural.

## Descripció de l'obra i trajectòria
Tot i que viu a Barcelona des del 1964, el món literari dels primers treballs de l'autora se centra en el Pallars de la infantesa i l'adolescència, un entorn rural vist, però, amb perspectiva crítica. La seva primera novel·la, Pedra de tartera (1985), de ple en aquest cosmos i escrit des del punt de vista d'una dona, va rebre una molt bona acollida de públic i lectors, i va guanyar els premis Joaquim Ruyra (1984) i Joan Crexells (1985).
Pedra de tartera (1985) i les següents novel·les Mel i metzines (1990) i Càmfora (1992, premis de la Crítica 1992, Crítica Serra d'Or 1993 i Nacional de literatura 1993), junt amb el recull de narracions breus La mort de Teresa (1986), s'han passat a anomenar el Cicle del Pallars, on es retrata el cicle anual i la duresa de la vida a pagès, el patriarcat, la crisi de la societat tradicional de muntanya i la ràpida transformació econòmica que empeny la migració cap a les ciutats, és a dir, el drama del despoblament i l'èxode rural, amb temes com el desarrelament, la memòria sobre la guerra del 1936 a 39 i la repressió com a rerefons. A aquestes obres s'hi poden afegir també les novel·les País íntim (2005, premi Prudenci Bertrana), que torna al cicle, i A l'amic escocès (2019), que el clou (ara per ara, a 2021).
Pels volts del 1999, la seva obra comença també a recollir paisatges més urbans, on toca temes com ara l'emigració, a Carrer Bolívia (1999, premi Cavall Verd-Blai Bonet de narrativa 2020), la bellesa i la lletjor, la malaltia i la mort, la joventut i la vellesa o el pas del temps, a Bella edat (2003) i Emma (2008), per exemple. Emma elabora una història entorn d'un fet real, la crema d'una indigent en un caixer. A la novel·la En la pell de l'altre (2014), ambientat en un Poblenou obrer, parla de la mentida i dibuixa un entramat de relacions amb el context polític i social dels anys 80 i 90, inclòs l'assassinat de la periodista Politkòvskaia, com a rerefons. La seva última novel·la, Tàndem (Premi Josep Pla 2021), ambientada a Sants, reflexiona sobre la felicitat i la capacitat dels protagonistes de carpe diem o aprofitar el dia.
També és autora de narracions breus, com ara La mort de Teresa (1986), Pampallugues (1991, per a públic juvenil i adult), Ulleres de sol (1994), Bari (1998), La pressa del temps (2010) o Cada dia penso en tu (2011), novel·les breus com ara Escrivia cartes al cel (1996), dues novel·les per a infants, Des de la gàbia (1992) i Espaguetti Miu (1995), una obra de teatre, L'helicòpter (2000), que està reescrivint, i prosa de no-ficció. Ha col·laborat en diversos mitjans de premsa, com ara, en format regular amb L'Avui (1993), El País (1996), Público (2010-11), i L'Ara (2011), a més de col·laboracions esporàdiques. També ha publicat articles i contes a revistes com ara Serra d'Or, el Catalan Review (North American Catalan Society) o Els Marges, entre d'altres.
El 2001, va sortir a la llum el seu projecte personal i reflexiu de 53 proses de no ficció de caràcter patrimonial Camins de quietud. Un recorregut literari per pobles abandonats del Pirineu. La Biblioteca de Catalunya conserva els manuscrits de l'obra literària en el Fons Maria Barbal.
L'any 2008 es va inaugurar la Biblioteca Pública Maria Barbal, a Tremp, el seu poble natal. El 2022 s'ha itinerat l'exposició "Maria Barbal, de Tremp al Món" organitzada per Òmnium Cultural.

### Obra traduïda a altres idiomes
Les obres de Maria Barbal han estat traduïdes a llengües com ara l'alemany, l'aranès (occità), l'asturià, el castellà, l'eslové, el francès, l'hebreu, l'hongarès, l'italià, el neerlandès, el portuguès, el romanès, el serbi, el suec i el turc, entre d'altres. La més traduïda és Pedra de tartera, però també hi ha un seguit d'altres novel·les que s'han traduït, com ara Mel i metzines, Càmfora, Emma, Bella Edat, País íntim, Carrer Bolívia i Tàndem. A 2021, el castellà és l'idioma en què més s'ha traduït la seva obra, seguit de l'alemany.